# Baruch Rabinowitz
Baruch Rabinowitz (ur. 31 grudnia 1973 w Moskwie) – rabin Warszawy w latach 1999–2000.
Urodził się w rodzinie polsko-rosyjskich Żydów, która wyemigrowała do Kopenhagi. W wieku 13 lat został ochrzczony w Kościele katolickim w odpowiedzi na wzrost antysemityzmu. Filozofię religii, teologię i judaistykę studiował w Danii, USA i w Izraelu. Ortodoksyjną smichę rabinacką uzyskał w 1998 z rąk rabina Eliezera Kleina w Bene Berak. Wkrótce wraz z rodziną przybył do Polski, gdzie objął urząd rabina Warszawy. Po kilku miesiącach jednak opuścił Polskę.
Wyjechał do Niemiec, gdzie zrezygnował z judaizmu ortodoksyjnego na rzecz rekonstrukcjonistycznego. Następnie pracował jako rabin niemieckich społeczności reformowanych, uzyskał doktorat.
Lata 2007–2008 spędził głównie w Hiszpanii i Argentynie. Już wtedy zaczął odwracać się od tradycyjnych form judaizmu na rzecz Kościoła Rzymskokatolickiego. Jak pisze na własnej stronie internetowej, swoje nawrócenie datuje na 11 października 2008 w Kościele Chrystusa Króla w Wuppertalu. Obecnie identyfikuje się z Liberalnym Apostolskim Kościołem Katolickim. W dniu 1 stycznia 2009 został wyświęcony w Edynburgu na kapłana tegoż kościoła jako brat Baruch Ignatius.
Baruch Rabinowitz mówi po niemiecku, hebrajsku, angielsku, duńsku, norwesku, szwedzku, polsku, rosyjsku i hiszpańsku oraz uczy się języka baskijskiego, włoskiego i portugalskiego.
Baruch Rabinowitz nadal udziela się jako publicysta i uczestnik dialogu chrześcijańsko-żydowskiego.